# 塩冶貞清
塩冶 貞清（えんや さだきよ、旧字体：鹽冶 貞淸、生年不詳 － 正中3年3月28日（1326年5月1日））は、鎌倉時代後期の武将。雲州源氏。

## 来歴
塩冶頼泰の子（長男とされるが兄弟に塩冶秀時がいたようである）。通称は孫二郎。佐々木貞清（ささき -）とも呼ばれる。近江判官、塩冶判官と称したとも伝わる。
鎌倉幕府第9代執権の北条貞時が北条氏得宗家当主であった期間（1284年-1311年）内に元服して、貞時と烏帽子親子関係を結んでその偏諱（｢貞｣の字）を受けた人物とみられる。
父・頼泰より出雲守護を継承し、左衛門尉・検非違使・近江守（近江判官）に任ぜられ、従五位下に叙任。
正和3年3月8日（1314年3月24日）、出雲鰐淵寺に祖父・佐々木泰清が建立した三重多宝塔を、父・塩冶頼泰が修復していたが未完成に終わっていた為、この完成を発願した。

その他の活動としては、正中2年（1325年）5月に鰐淵寺内の守護使入部を停止したり、翌3年（1326年）に杵築大社頭役の勤否を六波羅に注進したりしたことが伝わっている。後者と同年の3月28日に死去。子には塩冶高貞・塩冶時綱・塩冶貞泰がおり（他に寂阿・宗貞・宗泰・泰綱・高顕がいたとする系図もある）、嫡子であった高貞が跡を継いだ。